# .hm
A .hm Heard-sziget és McDonald-szigetek internetes legfelső szintű tartomány kódja, melyet 1997-ben hoztak létre.